# Hummelsta
Ej att förväxla med Hummelstad.

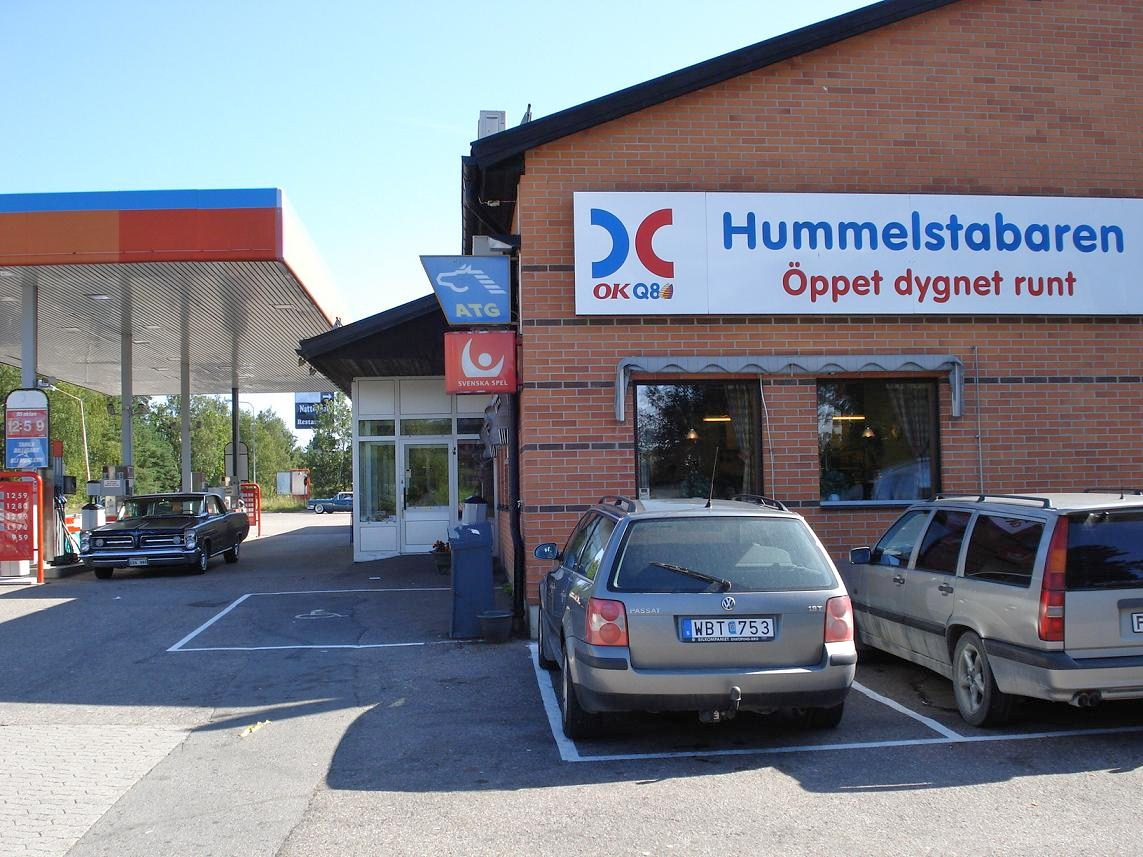
Hummelstabaren.

Hummelsta är en tätort i Enköpings kommun belägen ungefär nio kilometer väster om Enköping.
Bebyggelsen består till stora delar av villor, men på senare tid har en del radhus tillkommit. Hummelsta ligger utmed gamla E18 och många pendlar till arbeten i Enköping eller Västerås. Orten saknar egna större arbetsgivare. Orten har en skola, vid namn Hummelstaskolan, som har cirka 250 elever.
År 1959 öppnade en bensinstation med restaurang vid namn Hummelstabaren. Den var öppen dygnet runt, men lades ned år 2010 i samband med att E18 drogs om. Hummelsta hade även en stor godisbutik, Godisstoppet, som stängde samma år av samma anledning.

## Befolkningsutveckling
| Befolkningsutvecklingen i Hummelsta 1960–2020                     | Befolkningsutvecklingen i Hummelsta 1960–2020 | Befolkningsutvecklingen i Hummelsta 1960–2020 | Befolkningsutvecklingen i Hummelsta 1960–2020 | Befolkningsutvecklingen i Hummelsta 1960–2020 |
| ----------------------------------------------------------------- | --------------------------------------------- | --------------------------------------------- | --------------------------------------------- | --------------------------------------------- |
|                                                                   |                                               |                                               |                                               |                                               |
| År                                                                |                                               |                                               | Folkmängd                                     | Areal (ha)                                    |
| 1960                                                              | 1960                                          |                                               | 168                                           | ¤                                             |
| 1965                                                              | 1965                                          |                                               | 374                                           |                                               |
| 1970                                                              | 1970                                          |                                               | 418                                           |                                               |
| 1975                                                              | 1975                                          |                                               | 745                                           |                                               |
| 1980                                                              | 1980                                          |                                               | 888                                           |                                               |
| 1990                                                              | 1990                                          |                                               | 966                                           | 65                                            |
| 1995                                                              | 1995                                          |                                               | 1 056                                         | 68                                            |
| 2000                                                              | 2000                                          |                                               | 998                                           | 68                                            |
| 2005                                                              | 2005                                          |                                               | 1 005                                         | 69                                            |
| 2010                                                              | 2010                                          |                                               | 1 002                                         | 70                                            |
| 2015                                                              | 2015                                          |                                               | 994                                           | 76                                            |
| 2020                                                              | 2020                                          |                                               | 945                                           | 77                                            |
| Anm.: Ny tätort 1965 ¤ Som tätortsbebyggelse med 150-199 invånare |                                               |                                               |                                               |                                               |